# Флорентийский квартет

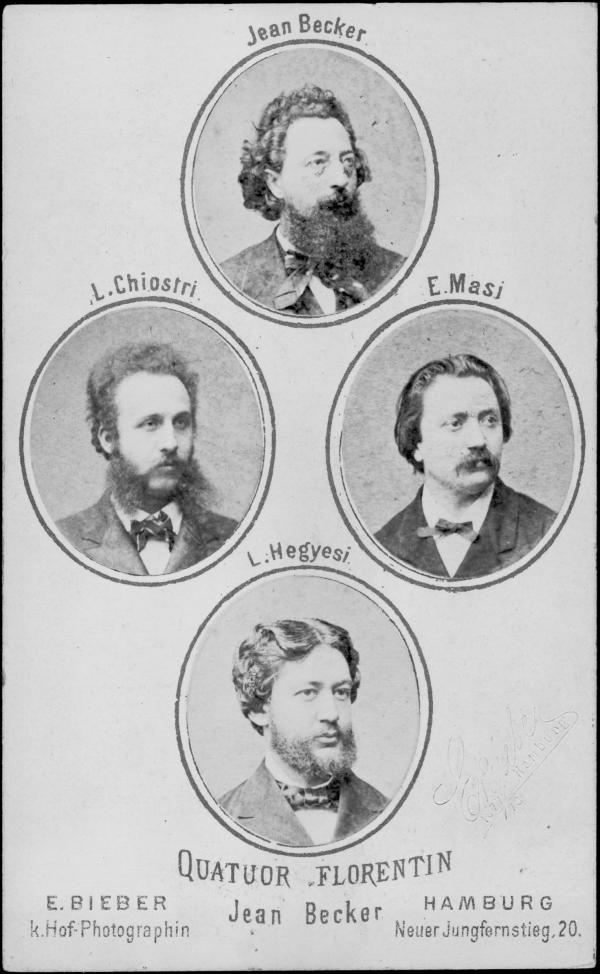
Фотография участников квартета, сделанная гамбургским фотографом Эмилией Бибер в конце 1870-х гг.

Флорентийский квартет (нем. Florentiner Quartett) — итальянский струнный квартет, базировавшийся во Флоренции.
Мировая слава Флорентийского квартета связана с периодом, когда его в 1866—1880 гг. возглавлял скрипач Жан Беккер. Однако коллектив Беккера сохранял некоторую преемственность по отношению к более ранним составам, выступавшим под тем же названием с 1861 г.
Флорентийский квартет гастролировал по всей Европе и пользовался большой популярностью. По заказу коллектива был написан 10-й струнный квартет Антонина Дворжака (1879), посвящённый Беккеру. В 1878 г. Флорентийский квартет провёл конкурс композиторов на лучший квартет (в жюри участвовал Иоганнес Брамс), первую премию получил квартет Августа Бунгерта.

## Состав квартета
Первая скрипка:
- Федерико Консоло (1861—1863)
- Джоваккино Джоваккини (1863—1865)
- Жан Беккер (1865—1880)

Вторая скрипка:
- Луиджи Биккьераи (1861—1863)
- Джованни Бруни (1863—1865)
- Гвидо Папини (1865)
- Энрико Мази (1866—1880)

Альт:
- Луиджи Киостри

Виолончель:
- Джефте Сбольчи (1861—1865)
- Фридрих Хильперт (1866—1875)
- Луис Шпитцер (Хедьеши) (1875—1880)